# 1765年印紙法

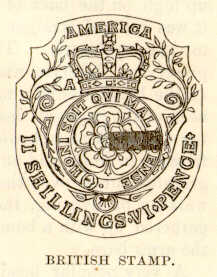
イギリスの収入印紙。額面は2シリング6ペンス。

印紙法（いんしほう、英: Stamp Act）は、1765年3月にイギリスがアメリカ植民地に対して課した印紙税を定めた法である。これは新聞・パンフレットなどの出版物、法律上有効なあらゆる証書、許可証、トランプのカードなどに印紙を貼ることを義務付けるものであった。
七年戦争などを経て財政難に陥っていたイギリスは、植民地への課税によってこれを乗り切ろうとした。これが植民地人の反発を招き、アメリカ独立戦争への端緒となった。
イギリスは七年戦争に勝利したものの、そのために背負った負債は莫大なものであった（七年戦争終結時で1億3000万ポンド、税収総額の約半分）。これを償還するために当時のグレンヴィル内閣は、植民地への課税を始めた。これは軍の一部をアメリカに駐屯させ、その費用を植民地人にも負担してもらうためでもあった。しかし増税による受益者、すなわち国債保有者がイギリス本国に集中していたことや、13植民地からイギリス議会に代表が選出されていなかったことなどから、植民地人は強く反発し、印紙税をボイコットした。当時、植民地人の本国に対する反感はこのように徐々に大きくなっていたが、イギリス本国議会にはその重大性が理解できておらず、植民地への課税について反対はほとんどなかった。しかし、想像以上の植民地からの強い反発でイギリス議会も危機意識を持ち、1766年3月18日にはグレンヴィルの後任であるロッキンガム侯爵が印紙法を撤廃した。このとき、折衷として宣言法（「議会はいかなる状況でも植民地に対する統治権を有する」と宣言した法案）も同時に可決させた。この宣言法は1719年のアイルランド宣言法とほとんど同じであり、イギリス議会はアメリカ植民地への統制を強める意向であることを示したが、宣言法自体には実効がないため、植民地は反対はしたものの撤廃を求めなかった。
印紙法撤廃以降、本国・植民地の態度は次第に硬化し、ボストン茶会事件などを引き起こした。両者は対決姿勢を強め、アメリカ独立戦争へと進むことになった。